# Liu Yuxi
Liu Yü-hsi (劉禹錫T, 刘禹锡S, Liú YǔxīP, Liu Yu-hsiW, noto anche come Liu Yuxi) (772 – 842) è stato un poeta, filosofo e saggista cinese, vissuto durante la dinastia Tang.
Amico di Bai Juyi, è noto per aver introdotto nella sua poesia elementi delle canzoni popolari. Redasse 40 volumi di poesie. Tra i più noti, il poema 陋室銘, Lòu Shì Míng (Iscrizione su di una dimora grezza).
Originario di Luoyang, nello Henan, intraprese la carriera politica e divenne funzionario imperiale nella capitale. La sua contrastata attività di saggista portò tuttavia al suo esilio presso Langzhou, anch'essa nello Henan. Gli fu successivamente consentito di fare ritorno a Chang'an, capitale imperiale, dove terminò la sua carriera presiedendo il consiglio dei riti. Le sue poesie, tuttavia, continuarono a procurargli ostacoli, venendo ritenute talvolta offensive. Quattro di queste sono state comunque inserite nell'antologia Trecento poesie Tang, stilata nel 1763 da Sun Zhu.
Tra i suoi saggi più noti, risulta il Tian lun (Trattato sul Cielo).